# Мемориальный музей Н. И. Белобородова
Мемориальный музей Н. И. Белобородова — музей в Туле, посвящён изобретателю первой в России хроматической гармоники и организатору первого в мире оркестра гармонистов Н. И. Белобородова (1828—1912). Открыт 25 марта 1995 года в центре города на проспекте Ленина.

## История
По своей значимости имя Николая Ивановича Белобородова в истории народно-музыкальной культуры занимает одно из первых мест. Изобретённый им инструмент с хроматическим строем начал своё бурное развитие, как в сольном, так и в коллективном исполнительстве. Белобородовская гармоника явилась важнейшей вехой на пути возникновения качественно нового музыкального инструмента — баяна. Музей расположен в доме, построенном в 1794-99 годах дедом Николая Ивановича — М. М. Белобородовым, лицом в Туле достаточно известным и богатым. Главный фасад имеет строгое техническое членение, центр выделен плоскими пилястрами, над тремя центральными окнами — лучевые фронтоны, по бокам — окна с сандриками. Над боковыми окнами — треугольные фронтоны, что в сочетании с чердачным окном делает здание более высоким. После смерти деда дом был поделен между наследниками. В середине XIX века владельцем половины 2-го этажа стал Николай Иванович Белобородов. Именно здесь проходили репетиции домашнего трио, а в дальнейшем и репетиции оркестра гармонистов под управлением Н. И. Белобородова. В 1997 г. на доме была установлена мемориальная доска.

## Экспозиция
Центральное место в экспозиции занимает хроматическая гармоника Н. И. Белобородова, изготовленная в 1875-78 гг. лучшим «гармонных дел мастером» Леонтием Алексеевичем Чулковым. Также в экспозиции представлены семейные фотографии изобретателя «хромки» и известных тульских фабрикантов-гармонщиков братьев Киселевых, чьи гармоники конкурировали не только на внутрироссийском рынке, но и на международном; документы, мебель конца XIX в., баяны и гармони ПО «Мелодия» (ныне предприятие ООО «Тульская гармонь»).

## Работа с посетителями
На экскурсии по музею посетители узнают о жизни и творчестве тульского музыканта-самоучки, самородка, дирижёра, педагога Н. И. Белобородова; а также о мастерах и ведущих конструкторах гармонного производства XIX—XX вв. В музыкальной гостиной музея можно послушать классическую и народную музыку, посмотреть музыкальные фильмы и мультфильмы, учащимся школ музей предлагает лекции и музейно-педагогические занятия различной тематики. В музее проводятся музыкальные гостиные, концерты, вечера, творческие встречи.

## Выставки, праздники, другие мероприятия
Музей ведёт и выставочную деятельность. Крупнейшими выставочными проектами стали выставки «Свет далекой звезды…» (была посвящена Л. В. Собинову, из фондов Ярославского Дома-музея Л. В. Собинова) — 2005 г., «Таланты земли Тульской» (была посвящена выдающимся деятелям музыкальной культуры Тульского края", из фондов ГУК ТО "Объединение «ИКХМ») — 2011 г., «Гармонь — душа моя» (выставка русских гармоней из разных регионов России) — 2013 г. Проводились музейные праздники — «Встреча тульских и елецких гармонистов» (2012 г.), «В гости к тульской хромке» (2013 г.) (с участием тульских и ржевских фольклорных коллективов). Популярными у туляков стали различные музейные акции.

## Партнёры музея
На протяжении долгого времени партнёрами музея являются предприятие ООО «Тульская гармонь», Тульский колледж искусств имени А. С. Даргомыжского, Тульская областная детская музыкальная школа имени Г. З. Райхеля, ансамбль гармонистов «Озорные переборы» Концертного зала г. Тулы, фольклорные коллективы.

## Прочие факты
- С целью сохранения историко-культурного и музыкального наследия Тульского края с 2003 г. в музее организуются Белобородовские музыкально-краеведческие чтения.
- В Туле с 1991 г. проходит Международный конкурс юных исполнителей на баяне и аккордеоне им. Н. И. Белобородова. Это престижное соревнование открыло много молодых талантов. По состоянию на 2013 год около 700 юных музыкантов из различных городов России, Беларуси, Украины, Казахстана, Китая, Южной Кореи, Швеции приняли участие в конкурсе.
- В 2011—2012 гг. музей принимал участие в Международном фестивале музеев «Интермузей». Фестивали проходили под девизом: «Пространство культуры — пространство доверия». Организатор фестиваля — Министерство культуры Российской Федерации при поддержке Администрации Президента РФ, Правительства г. Москвы, Федерального агентства по туризму, Союза музеев России, Межгосударственного фонда гуманитарного сотрудничества государств участников СНГ (МФГС).